# 坎貝爾島 (伊利諾伊州)
坎貝爾島（英語：Campbell's Island）是位於美國伊利諾伊州羅克艾蘭縣的一個非建制地區。該地的面積和人口皆未知。

## 地理
坎貝爾島的座標為41°32′31″N 90°25′45″W / 41.54194°N 90.42917°W，而該地的平均海拔高度為174米（即571英尺）。